# Минор
Мино́р (лат. minor — меньший, малый) в музыке — один из двух ладов (наряду с мажором) гармонической тональности. Характерная особенность минорного звукоряда — его третья ступень, отстоящая от первой ступени на малую терцию. Тоника (основная ладовая функция) минора представлена минорным трезвучием.
Обозначается moll (лат. mollis — мягкий, нежный). Обычно окраска звучания минорных произведений субъективно воспринимается как «лирическая» и «грустная».
Существует несколько подвидов минора, отличающихся друг от друга звукорядом, типичным набором аккордов и (в меньшей степени) другими ладовым категориями. Например, ладовый звукоряд натурального минора строится следующим образом: тон-полутон-тон-тон-полутон-тон-тон:
|  | Natural a-moll Звукоряд натурального ля минора Помощь по воспроизведению файла |

Кроме того, существуют гармонический минор и мелодический минор.
При обозначении тональности слово «минор» (или moll) прибавляется к названию тоники, например, «ля минор» (a-moll), «соль-диез минор» (gis-moll) и т. п. Необращённое минорное трезвучие включает малую терцию, образованную между основным тоном и третьей ступенью, и большую терцию, построенную от третьей ступени. Так, состав трезвучия до минор — до, ми-бемоль, соль (c-es-g).

## Тональности
|     |     |     |    |    |   |   |   |   |   |     |     |     |     |     |
| Ces | Ges | Des | As | Es | B | F | C | G | D | A   | E   | H   | Fis | Cis |
| as  | es  | b   | f  | c  | g | d | a | e | h | fis | cis | gis | dis | ais |